# Eisenstein in Guanajuato

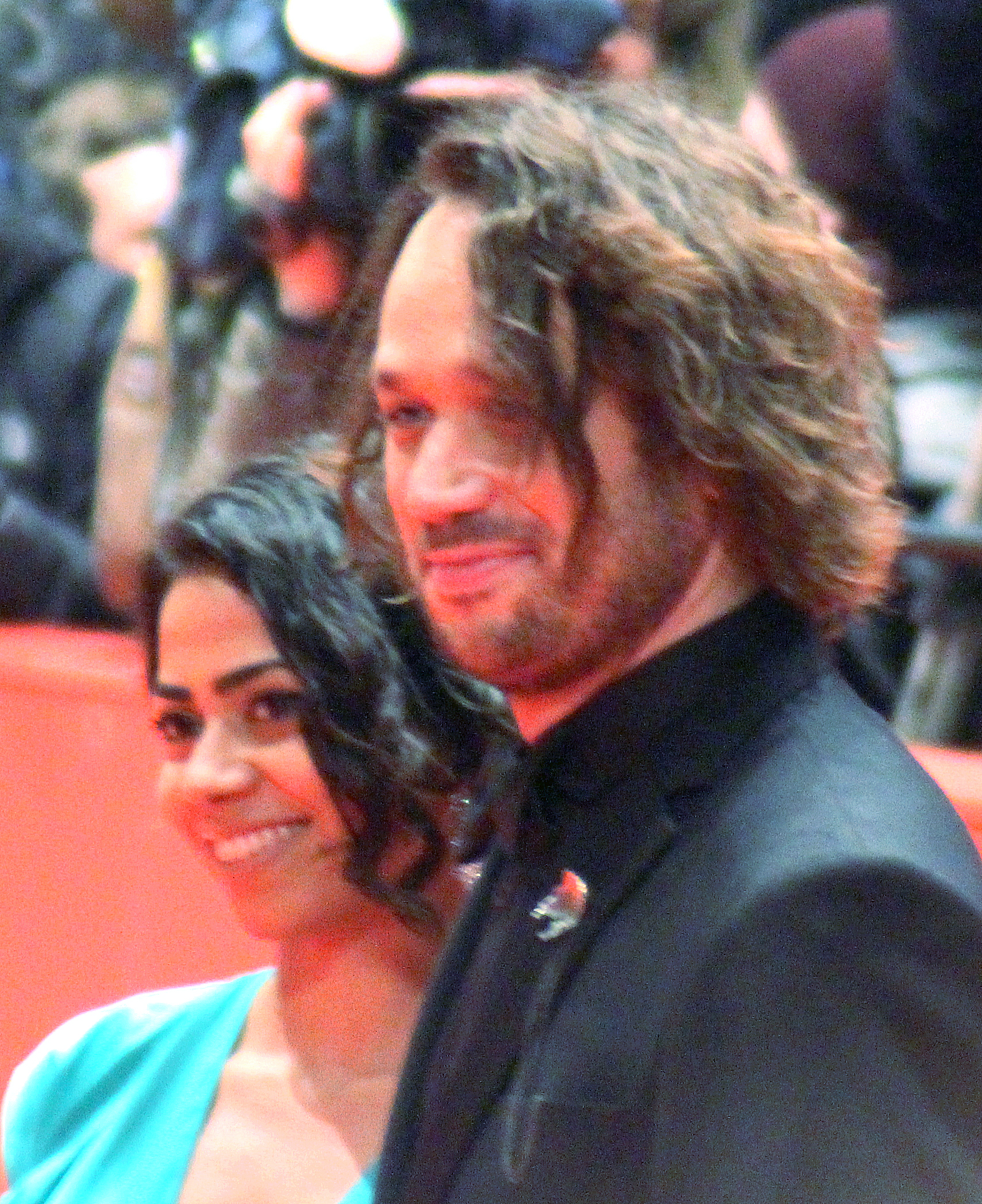
Elmer Bäck und Maya Zapata bei der Berlinale

Eisenstein in Guanajuato [gwanaˈxwato] ist ein Film von Peter Greenaway, der biografische Elemente aus dem Leben von Sergej Eisenstein übernimmt, insbesondere dessen Reise 1931 nach Mexiko, und diese in einer Art Filmcollage verarbeitet. Die Premiere des Films war im Wettbewerb der Internationalen Filmfestspiele Berlin am 11. Februar 2015. Der Kinostart in Deutschland war am 12. November 2015.

## Handlung
Im Jahr 1931 reist der sowjetische Filmregisseur Sergej Eisenstein auf dem Höhepunkt seiner Karriere nach Guanajuato, um den Film Que viva Mexico! zu drehen. In Mexiko angekommen, lernt Eisenstein eine Kultur kennen, die ihn tief beeindruckt. In der lebensbejahenden, morbiden Fremde beginnt Eisenstein, über das Leben zu sinnieren und das Stalin-Regime zu hinterfragen. Am Ende steht die künstlerische Wandlung von einem konzeptionellen Filmemacher zu einem philosophischen Auteur, der sich für die sogenannte Conditio humana einsetzt. Unter diesem Blick setzt er seine Eindrücke über die mexikanische Kultur neu zusammen. Durch seine veränderte Wahrnehmung und die Zweisamkeit mit seinem attraktiven Fremdenführer Palomino Cañedo entdeckt er zudem seine Homosexualität.

## Stilistische Mittel
Georg Seeßlen weist auf die häufigen Wechsel von Schwarz-Weiß zu Farbe hin. Dadurch werden Zeitsprünge dargestellt, und es entsteht die Möglichkeit, Originalaufnahmen aus den frühen Filmen Eisensteins einzufügen. Greenaway greift den Schnittrhythmus von Eisenstein auf und erweitert ihn durch eigene Entwicklungen:. „Sie sehen, warum mich Eisenstein so begeistert hat. Es sind große Ideen, die bewusst in einem Bilderrausch umgesetzt werden. Es gibt ein intensives Interesse daran, diese Ideen als Bilder und nicht als parfümierte Textillustrationen zu präsentieren.“ Greenaway zitiert die Begegnungen Eisensteins im Westen mit „Malewitsch, Majakowski, Prokofjew, Schostakowitsch, Gorki, Pudowkin, Dowschenko, Wertow und jetzt auch Joyce, Brecht, Cocteau, Shaw, Dos Passos, Gertrude Stein, Stroheim, von Sternberg, Flaherty, Chaplin, Strawinsky, Disney, Corbusier, Buñuel, Dietrich, Garbo, Micky Maus, Rin Tin Tin... und all die Visionäre in Mexiko: Diego Rivera, Frida Kahlo, Orozco, Siqueiros“. Diese Zitate werden synchron durch eingeblendete Bilder in Split-Screen-Technik gezeigt. Außer den Filmzitaten zitiert Greenaway auch Eisensteins Zeichnungen, die während seiner Arbeit in Mexiko entstanden. Greenaway arbeitet mit schwindelerregenden Kameraschwenks bei extremem Weitwinkel. Durch Split-Screen werden Einstellungen vervielfältigt und die Stimmen der Darsteller wiederholt hörbar. Sehr häufig rotiert die Kamera um die Szene. Eisensteins Schlafzimmer wird als riesiger Saal mit gläsernem Boden gezeigt. Den Hauptteil des Soundtracks nimmt die Musik von Sergei Prokofjew ein, der auch die Musik zu Eisensteins späten Filmen Alexander Newski und Iwan der Schreckliche komponierte.

## Kritik
Der Filmdienst urteilte, Peter Greenaway nehme die Reise Eisensteins „zum Anlass für eine verspielte Collage aus Formen und Farben, in der Eisenstein als spätpubertäres Kind erscheint, das in Mexiko sein Coming out erlebt“. Der Film reflektiere „über das Verhältnis von Sex und Tod sowie das unumschränkte Bekenntnis zur Lust als Befreiungsmöglichkeit“. Politische Hintergründe würden „dabei nur vage angerissen; Eisenstein als historische Figur wird in Dienst einer grellbunten, mit Oberflächenreizen nicht geizenden Farce genommen“.

## Auszeichnungen
Der Film gewann beim Seville European Film Festival 2015 den Ocaña Award. Außerdem erhielt er beim Seattle International Film Festival 2015
den dritten Platz (Golden Space Needle Award). Zudem lief der Film beim Nederlands Film Festival 2015 und war dort Anwärter auf den dortigen Filmpreis, das Goldene Kalb.

## Synchronisation
Die deutsche Synchronisation übernahm die Edition Salzgeber. Dialogbuch und -regie: Marc Boettcher.